# Miturga albopunctata
Miturga albopunctata är en spindelart som beskrevs av Hickman 1930. Miturga albopunctata ingår i släktet Miturga och familjen sporrspindlar.
Artens utbredningsområde är Tasmanien. Inga underarter finns listade i Catalogue of Life.